# Elisa Nájera
Elisa Nájera Gualito (Celaya, Guanajuato, 16 de agosto de 1986) es una modelo mexicana. Fue coronada Nuestra Belleza México 2007 en la ciudad de Manzanillo, Colima. En representación de su natal estado Guanajuato, Elisa Nájera compitió en Nuestra Belleza México 2007, donde obtuvo el primer lugar y en Miss Universo 2008, donde obtuvo el puesto de cuarta finalista.

## Biografía
La bella celayense, Elisa Nájera Gualito, nació el 16 de agosto de 1984 en un bello municipio del estado de Guanajuato,  Celaya.
Con 1,84 m (6′ 0″) llegó a Miss Universo 2008 celebrado en Nha Trang de Vietnam además estaba en 6° (sexto) semestre de Ingeniería de Industrias y de Alimentos

## Miss Universo 2008
Ella representó a México en Miss Universo 2008 realizado en Vietnam, donde obtuvo una destacada participación al ubicarse como cuarta finalista del certamen que fue ganado finalmente por Dayana Mendoza de Venezuela; además ganó el premio del mejor cuerpo de la edición 2008 del Miss Universo.

## Búsquedas
- Anagabriela Espinoza
- Karla Carrillo